# Рурал Хол (Северна Каролина)
Рурал Хол (енгл. Rural Hall) град је у америчкој савезној држави Северна Каролина.

## Демографија
По попису из 2010. године број становника је 2.937, што је 473 (19,2%) становника више него 2000. године.
| Група             | 2000.         | 2010.         |
| Белци             | 1.928 (78,2%) | 2.015 (68,6%) |
| Афроамериканци    | 302 (12,3%)   | 467 (15,9%)   |
| Азијати           | 8 (0,3%)      | 14 (0,5%)     |
| Хиспаноамериканци | 205 (8,3%)    | 397 (13,5%)   |
| Укупно            | 2.464         | 2.937         |